# نسل‌کشی صرب‌ها در دولت مستقل کرواسی
نسل‌کشی صرب‌ها در دولت مستقل کرواسی (صربی‌کرواتی: Genocid nad Srbima, Геноцид над Србима) به آزار و اذیت هدفمند صرب‌ها گفته می‌شود که در طول جنگ جهانی دوم توسط رژیم فاشیستی اوستاشه در دولت دست‌نشانده آلمان نازی معروف به دولت مستقل کرواسی (کوته‌نوشت: NDH) میان سال‌های ۱۹۴۱ و ۱۹۴۵ رخ داد. این کارزار از راه اعدام در اردوگاه‌های مرگ، و همچنین کشتار جمعی، پاکسازی قومی، تبعید، تغییر اجباری دین و تجاوز جنسی صورت گرفت. این نسل‌کشی همزمان با هولوکاست در NDH و همچنین نسل‌کشی مردم کولی، با ترکیب سیاست‌های نژادی نازی‌ها با هدف نهایی ایجاد یک کرواسی بزرگ با نژادی خالص انجام شد.
بنیان ایدئولوژیک جنبش اوستاشه به سده نوزدهم برمی گردد. چندین ملی‌گرای کروات و روشنفکر، نگره‌هایی در مورد صرب‌ها به عنوان نژادی فرومایه مطرح کردند. میراث جنگ جهانی اول و همچنین مخالفت گروهی از ملی‌گرایان در برابر اتحاد به منظور تشکیل کشوری مشترک با اسلاوهای جنوبی، بر تنش‌های قومی در پادشاهی تازه‌تاسیس صرب‌ها، کروات‌ها و اسلوونی‌ها (از سال ۱۹۲۹ به بعد، پادشاهی یوگسلاوی) تأثیر گذاشت. دیکتاتوری ۶ ژانویه و سیاست‌های بعدی ضد کروات دولت یوگسلاوی تحت سلطه صرب‌ها در دهه‌های ۱۹۲۰ و ۱۹۳۰ به افزایش جنبش‌های ملی‌گرایانه و راست افراطی دامن زدند. این احساسات منجر به ظهور اوستاشه شد که سازمانی ملی‌گرای افراطی، فاشیست و تروریستی تاسیس‌یافته توسط آنته پاولیچ بود. این جنبش مورد حمایت مالی و عقیدتی بنیتو موسولینی بود و در ترور پادشاه الکساندر یکم نیز نقش داشت.
پس از آنکه نیروهای محور در آوریل ۱۹۴۱ به یوگسلاوی حمله کردند، دولتی دست‌نشانده برقرار شد که شامل بیشتر کرواسی و بوسنی و هرزگوین امروزی و همچنین مناطقی از صربستان و اسلوونی امروزی می‌شد و تحت حاکمیت اوستاشه قرار داشت. هدف اوستاشه ایجاد یک کرواسی بزرگ تک‌قومی با حذف همه غیر کروات‌ها، از جمله هدف اصلیشان صرب‌ها، یهودیان، کولی‌ها و نیز مخالفان سیاسی بود. کشتارهای گسترده‌ای انجام شدند، اردوگاه‌های کار اجباری ساخته شدند؛ بزرگترینشان یاسنواتس بود، که به مرگ و میر زیاد و اقدامات وحشیانه ای که در آن رخ می‌داد، شهره بود. علاوه بر این، NDH تنها دولت دست‌نشانده محور بود که اردوگاه‌های کار اجباری ویژه کودکان را ایجاد کرد. این رژیم تقریباً ۲۰۰٬۰۰۰ تا ۵۰۰٬۰۰۰ صرب را به‌طور هدفمند کشت. ۳۰۰٬۰۰۰ صرب دیگر نیز از این کشور اخراج شدند و کمینه ۲۰۰٬۰۰۰ صرب نیز به اجبار تغییر مذهب داده شدند. متناسب با جمعیت، NDH یکی از کشنده‌ترین رژیم‌های اروپا بود.
پس از جنگ، مایل بوداک و سایر مقام‌های عالی NDH توسط مقام‌های کمونیست محاکمه و به جرم جنایات جنگی محکوم شدند. فرماندهان اردوگاه‌های کار همانند لیوبو میلوش و میروسلاو فیلیپوویچ دستگیر و اعدام شدند، در حالی که الویسیوس استپیناتس به جرم تغییر اجباری دین مقصر شناخته شد. بسیاری دیگر، از جمله رهبر عالی ، آنته پاولیچ، به آمریکای لاتین گریختند. پس از جنگ، نسل‌کشی به درستی مورد بررسی قرار نگرفت، زیرا دولت یوگسلاوی پساجنگ، از تاریخ‌دانان مستقل به دلیل این نگرانی که تنش‌های قومی باعث بی‌ثباتی در رژیم جدید کمونیستی شود، استقبال نمی‌کرد. امروزه، ۲۲ آوریل در صربستان روز تعطیل رسمی به یادبود کشته‌شدگان نسل‌کشی و فاشیسم است؛ کرواسی نیز مراسم بزرگداشت رسمی را در محل یادبود یاسنوواس برگزار می‌کند.

## پیشینه تاریخی
به ادعای بسیاری از پژوهشگران بنیان ایدئولوژیک جنبش اوستاشه به سده نوزدهم برمی گردد؛ هنگامی که آنته استارچویچ حزب حقوق را تأسیس کرد، و همچنین یوسیپ فرانک گروه افراطی خود را از آن منشعب کرد و «حزب حقوق خالص» خود را تشکیل داد. استارچویچ تأثیر عمده ایدئولوژیکی بر ملی‌گرایی کروات اوستاشه داشت. او هوادار اتحاد و استقلال کرواسی بود و هم با دودمان هابسبورگ ضدیت داشت، چرا که استارچویچ دشمن اصلی کرواسی را در پادشاهی هابسبورگ می‌دید، و هم صرب‌ستیز بود . او خواهان ایجاد یک کرواسی بزرگ شامل سرزمین‌هایی با ساکنان بوسنیایی، صرب و اسلونیایی بود و بوسنیایی‌ها و صرب‌ها را کروات‌هایی دانست که به دین‌های اسلام و مسیحیت ارتدکس شرقی گرویده بودند. وی در ارائه چهره اهریمنی خود از صرب‌ها ادعا کرد که «چگونه صرب‌ها امروزه برای باورها و ترکیب نژادی آن‌ها خطرناک هستند، و چگونه نطفه دسیسه، انقلاب و کودتا در خون آنهاست.» استارچویچ صرب‌ها را «نژادی ناپاک» و «قومی عشایری» و «نژادی از بردگان، نفرت‌انگیزترین جانوران» خواند، و در همین حال بنیانگذار حزب او، ائوگن کواترنیک، وجود صرب‌ها را در کرواسی انکار می‌کرد، چرا که قدرت‌گیری سیاسی آنها را تهدیدی می‌دانست. برخی از نظریه‌پردازهای اوستاشه ایده‌های نژادی استارچویچ را با ایدئولوژی نژادی آدولف هیتلر پیوند دادند.
حزب فرانک از این موضع استارچویچ که صرب‌ها مانعی برای بلندپروازی‌هلی سیاسی و سرزمینی کرواسی هستند استقبال کرد و نگرش‌های تهاجمی صرب‌ستیز به یکی از ارکان حزب تبدیل شدند. پیروان حزب ملی‌گرای افراطی حزب حقوق خالص به عنوان فرانکیست‌ها (Frankovci) شناخته می‌شدند و خاستگاه اصلی اعضای جنبش متقدم اوستاشه تبدیل شدند. پس از شکست قدرت‌های مرکز در جنگ جهانی نخست و فروپاشی امپراتوری اتریش-مجارستان، دولتی موقت در مناطق جنوبی امپراتوری تشکیل شد که به پادشاهی صربستان وابسته به متفقین پیوست تا پادشاهی صرب‌ها، کروات‌ها و اسلوونی‌ها (بعدها به یوگسلاوی معروف شد)، تحت سلطه دودمان کارادوردویچ صرب، را تشکیل دهد. به نوشته تاریخ‌دان جان پل نیومن، فرانکیست‌ها و همچنین میراث جنگ جهانی اول بر ایدئولوژی اوستاشه و ابزار نسل‌کشی آینده آنها تأثیر گذاشتند. بسیاری از کهنه‌سربازان جنگ در رده‌ها و در جبهه‌های مختلف در دو سوی «پیروز» و «شکست خورده» جنگ شرکت کرده بودند. صرب‌ها بیشترین میزان تلفات در جهان را متحمل شد، در حالی که کروات‌ها در ارتش اتریش-مجارستان جنگیدند و هر دو گروه به عنوان فرمانداران نظامی بوسنی و صربستان اشغالی خدمت کردند. هر دو گروه از طرح‌های ضدملی‌گرایانه در اتریش-مجارستان درون سرزمین‌های پرجمعیت صرب و نیز از ایده ادغام صربستانی مهارشده در امپراتوری پشتیبانی کردند. نیومن می‌گوید که «مخالفت بی‌دریغ افسران اتریش-مجارستان با یوگسلاوی، طرح نقشه‌ای برای راست رادیکال کرواسی، اوستاشه، فراهم آورد.» فرانکیست‌ها ملی‌گرایان صرب را مقصر شکست اتریش-مجارستان می‌دانستند و با ایجاد یوگسلاوی، که در دید آن‌ها پوششی برای صربستان بزرگ بود، مخالفت کردند. احساسات ملی‌گرایانه توده‌ای مردم کروات پس از تأسیس کشور مشترک اسلاوهای جنوبی آغاز به ظهور کرد و علیه پادشاهی جدید، به ویژه اکثریت صرب درون آن، شکل گرفت.
فرهیختگان کروات در آغاز سده بیستم، ایوو پیلار، چیرو تروهلکا و میلان شوفلای، بر مفهوم ملت و هویت نژادی مورد استفاده اوستاشه و همچنین نگره مبتنی بر فرومایگی صرب‌ها تأثیر گذاشتند. پیلار، تاریخ‌دان، سیاستمدار و وکیل دادگستری، تأکید زیادی بر جبرگرایی نژادی داشت و استدلال کرد که کروات‌ها توسط میراث نژادی و فرهنگی «نوردیک-آریایی» تعریف شده‌اند، حال آنکه صرب‌ها «با ولاک‌های رومانیایی-بالکانی» درهم آمیخته بودند. تروهلکا، باستان‌شناس و تاریخ‌دان ادعا کرد که مسلمانان بوسنیایی کروات‌تبارهایی هستند، که به گفته وی، از نژاد برتر نوردیک بوده‌اند. از سوی دیگر، صرب‌ها به «نژاد منحط» ولاک تعلق داشتند. اوستاشه نگره‌های های شوفلای، تاریخ‌دان و سیاستمدار، را ترویج می‌کرد، که در آن‌ها ادعا می‌شد کرواسی «از سده‌ها پیش یکی از محکم‌ترین باروهای تمدن غرب بوده‌است»، و اینکه این نقش در پی اتحاد با صربستان هنگام تشکیل کشور یوگسلاوی در سال ۱۹۱۸ از دست رفته‌است.

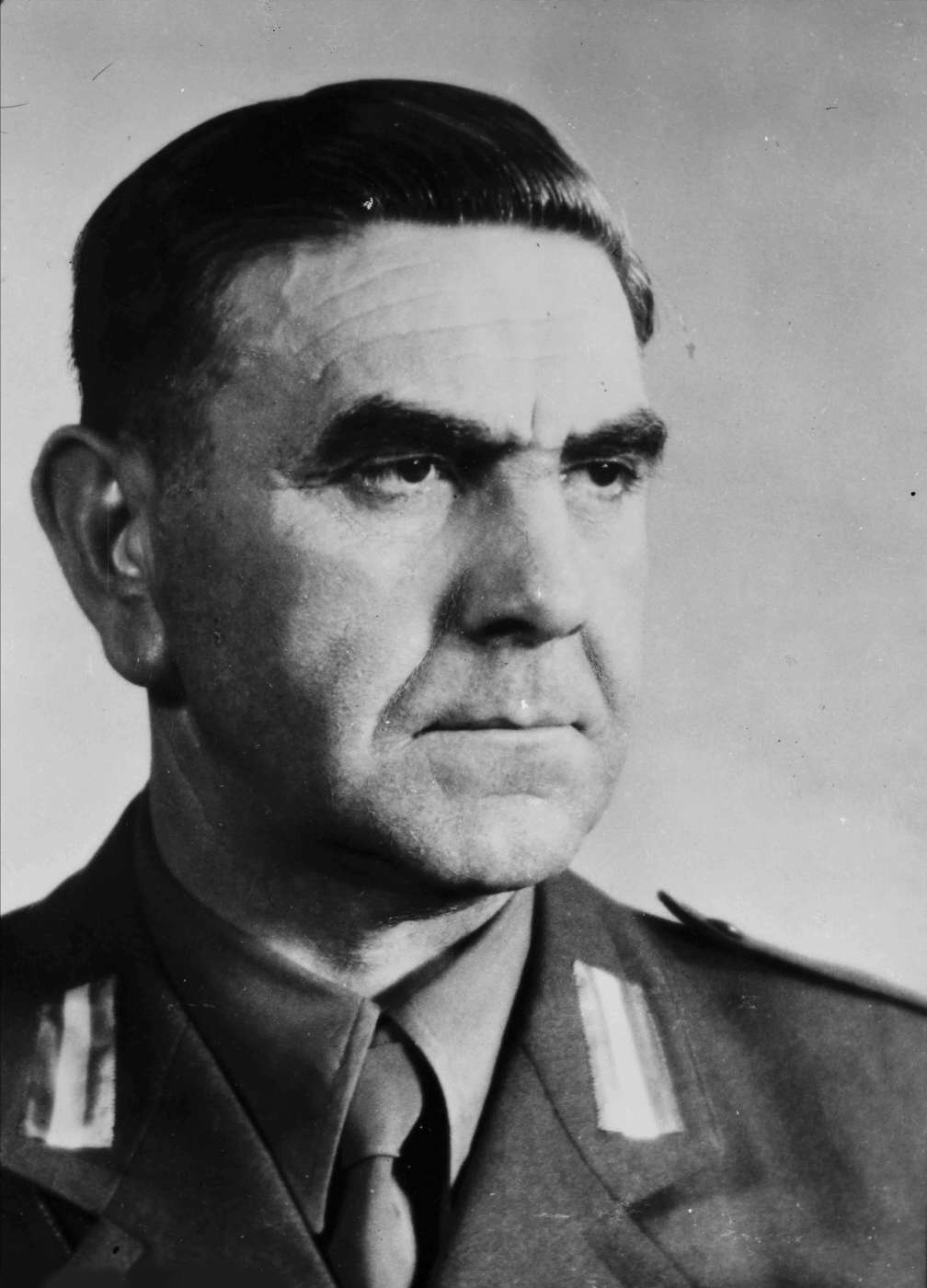
آنته پاولیچ، از هواداران یوسیپ فرانک و سخنگوی اصلی جنبش استقلال کرواسی در یوگسلاوی میان دو جنگ، که جنبش اوستاشه را پایه‌گذاری کرد.

طغیان ملی‌گرایی کرواسی پس از ۱۹۱۸ یکی از اصلی‌ترین تهدیدها برای ثبات یوگسلاوی بود. در طول دهه ۱۹۲۰، آنته پاولیچ، وکیل، سیاستمدار و یکی از فرانکیست‌ها، به عنوان سخنگویی برجسته برای استقلال کرواسی پدیدار شد. در ۱۹۲۷، او پنهانی با بنیتو موسولینی، دیکتاتور ایتالیا و بنیانگذار فاشیسم تماس گرفت و اندیشه‌های جدایی‌خواهانه خود را با وی در میان گذاشت. پاولیچ خواهان یک کرواسی بزرگ مستقل بود که می‌بایست کل منطقه تاریخی و قومی کروات‌ها را پوشش می‌داد. در آن دوره، موسولینی با تقویت نفوذ ایتالیا در ساحل شرقی دریای آدریاتیک با هدف منزوی کردن یوگسلاوی، به مووضع بالکان علاقه‌مند شد. تاریخ‌دان بریتانیایی، روری یومانس ادعا می‌کند که نشانه‌هایی وجود دارد که پاولیچ از اوایل سال ۱۹۲۸ در اندیشه تشکیل نوعی گروه شورشی ملی‌گرا بوده‌است.
در ژوئن ۱۹۲۸، استپان رادیچ، رهبر بزرگترین و پرهوادارترین حزب کروات، حزب دهقان کرواسی، توسط پونیشا راچیچ، رهبری صرب از مونته‌نگرو، عضو سابق چتنیک و معاون حزب حاکم صرب حزب رادیکال مردمی به ضرب گلوله در پارلمان یوگسلاوی کشته شد. راچیچ همچنین دو نماینده دیگر حزب دهقان را به ضرب گلوله کشته و دو تن دیگر را زخمی کرد. این قتل‌ها باعث اعتراض شدید دانشجویان در زاگرب شد. پادشاه الکساندر یکم در تلاش برای مهار درگیری میان احزاب سیاسی کروات و صرب، تشکیل یک دیکتاتوری را با هدف ایجاد «یوگسلاوگرایی یکدست» و یک ملت یوگسلاو واحد اعلام کرد. اعلام دیکتاتوری سلطنتی نیروهای جدایی‌طلب را به ویژه در میان کروات‌ها و مقدونی‌ها به صحنه آورد. اوستاشا - جنبش انقلابی کرواسی (به کرواتی: Ustaša - Hrvatski revolucionarni pokret) به عنوان افراطی‌ترین جنبش از آن میان پدیدار شد. اوستاشه در اواخر سال ۱۹۲۹ یا اوایل ۱۹۳۰ از میان گروه‌های دانشجویی و جوانان رادیکال و مبارز ایجاد شد که از اواخر دهه ۱۹۲۰ وجود داشتند. این جنبش توسط گوستاو پرچک روزنامه‌نگار و آنته پاولیچ بنیان نهاده شد. ایدئولوژی آن‌ها مبتنی بر نفرتی ژرف از صرب‌ها و صرب‌گرایی بود و ادعا می‌کردند که «کروات‌ها و صرب‌ها با یک خلیج فرهنگی غیرقابل وصل از هم جدا شده‌اند» که مانع از زندگی آن‌ها در کنار هم می‌شود. پاولیچ، دولت بلگراد را به تبلیغ «فرهنگ بربریت و تمدن کولی» متهم کرد و ادعا کرد که آن‌ها «خداناباوری و ذهنیت حیوانی در کرواسی الهی» را گسترش می‌دهند. طرفداران اوستاشه سال‌ها پیش از جنگ جهانی دوم نسل‌کشی را برنامه‌ریزی کردند؛ برای نمونه یکی از نظریه‌پردازان اصلی پاولیچ، میهو بابیچ، در سال ۱۹۳۲ نوشت که اوستاشه «هر آنچه که از تن سالم مردم کرواسی پوسیده شده‌است را پاکسازی و قطع می‌کند.» در سال ۱۹۳۳، اوستاشه «هفده اصل» را ارائه داد که ایدئولوژی رسمی جنبش به‌شمار می‌رفت. این اصول بیانگر منحصر به فرد بودن ملت کرواسی بودند، برتری حقوق جمعی بر حقوق فردی را تشویق، و اعلام می‌کردند که کسانی که به دلیل «خونشان» کروات نیستند، از زندگی سیاسی کنار گذاشته می‌شوند.
اوستاشه برای توضیح آنچه از دیدشان «دستگاه ترور» به نظر می‌رسید و اغلب «دارای افراط و تفریط» خوانده می‌شد، به بعضی سیاست‌های دولت یوگسلاوی میان دو جنگ اشاره می‌کرد و آن‌ها را هژمونی صربستان توصیف می‌کرد که «باعث مرگ هزارن کروات» شده‌اند. یوزو توماسویچ، تاریخ‌دان، توضیح می‌دهد که این استدلال که از دسامبر ۱۹۱۸ تا آوریل ۱۹۴۱ حدود ۲۸۰ کروات به دلایل سیاسی کشته شده‌اند صحت ندارد و هیچ انگیزه خاصی برای این قتل‌ها قابل شناسایی بود، چرا که ممکن است قتلشان در ارتباط با کشمکش‌های در طی اصلاحات ارضی صورت گرفته باشد. علاوه بر این، وی می‌گوید که صرب‌ها نیز در دوران دیکتاتوری سلطنتی از حقوق مدنی و سیاسی محروم بودند. با این حال، توماسویچ توضیح می‌دهد که سیاست‌های ضد کروات دولت یوگسلاوی تحت سلطه صربستان در دهه‌های ۱۹۲۰ و ۱۹۳۰ و همچنین تیراندازی به نمایندگان حزب دهقان توسط رادیچ تا حد زیادی مسئول ایجاد، رشد و ذات نیروهای ملی‌گرای کروات بود. این امر در جنبش اوستاشه و در نهایت سیاست‌های ضد صرب در جنگ جهانی دوم به اوج خود رسید، ولی ماهیت و میزان آن متناسب با اقدامات پیشین ضد کرواتی نبود. به گفته یومانس، مقامات اوستاشه مرتباً بر جنایات علیه کروات‌ها توسط دولت یوگسلاوی و نیروهای امنیتی تأکید می‌کردند، و اگرچه بسیاری از آن‌ها درست بودند و بسیاری نیز غیرواقعی، اما این توجیهی برای ریشه‌کن کردن صرب‌ها شد. تامارا پاواسوویچ تروشت، دانشمند علوم سیاسی، با اشاره به تاریخ‌نگاری و کتاب‌های درسی، این ادعا که کشتار علیه صرب‌ها در نتیجه «هژمونی پیشین آن‌ها» بوجود آمده بود را نمونه‌ای از نسبی‌سازی جنایات اوستاشه ذکر می‌کند. اریستاتل کالیس، تاریخ‌دان، توضیح می‌دهد که تعصبات ضد صرب «لولویی» بودند که به دلیل زندگی مشترک در یوگسلاوی با تداوم کلیشه‌های پیشین به وجود آمدند.
اوستاشه به عنوان یک سازمان تروریستی نیز عمل می‌کرد. نخستین مقر اوستاشه در وین تأسیس شد، جایی که بزودی تبلیغات ضد یوگسلاوی گسترش یافت و عوامل گروه برای اقدامات خرابکارانه آماده شدند. آنها شورش موسوم به ولبیت را در سال ۱۹۳۲ سازماندهی کردند و به یک ایستگاه پلیس در روستای بروشانی در لیکا حمله کردند. در ۱۹۳۴، اوستاشه با راست‌گرایان افراطی بلغار، مجار و ایتالیایی برای ترور شاه الکساندر یکم هنگام بازدید از شهر مارسی فرانسه همکاری کرد. پاولیچ آشکارا گرایش‌های فاشیستی داشت. اوستاشه توسط بنیتو موسولینی از نظر مالی و عقیدتی پشتیبانی می‌شد. در طی گسترش روابط با آلمان نازی در دهه ۱۹۳۰، مفهوم پاولیچ از ملت کرواسی به‌طور فزاینده ای نژادگرایانه شد.

## دولت مستقل کرواسی
در آوریل ۱۹۴۱، پادشاهی یوگسلاوی توسط قدرت‌های محور مورد حمله قرار گرفت. پس از ورود نیروهای نازی به زاگرب در ۱۰ آوریل ۱۹۴۱، نزدیکترین همکار پاولیچ، اسلاوکو کواترنیک، از پخش رادیو زاگرب تشکیل دولت مستقل کرواسی (NDH) را اعلام کرد. در همین حال، پاولیچ و چند صد داوطلب اوستاشه اردوگاه‌های خود را در ایتالیا ترک کردند و به زاگرب رفتند، جایی که پاولیچ در ۱۶ آوریل ۱۹۴۱ تشکیل حکومتی جدید را اعلام کرد. او به خود لقب «Poglavnik» (همسان آلمانی «پیشوا») را داد. NDH بیشتر کرواسی امروزین، همه بوسنی و هرزگوین امروزینو مناطقی از صربستان امروزین را در یک «شبه‌تحت‌الحمایه ایتالیایی-آلمانی» گرد آورد. صرب‌ها حدود ۳۰ درصد از جمعیت NDH را تشکیل می‌دادند. دولت مستقل هرگز حاکمیت تام نداشت، اما یک دولت دست‌نشانده بود که از بیشترین استقلال نسبت به هر رژیم دیگری در اروپای تحت اشغال آلمان برخوردار بود. دولت مستقل کرواسی موجودیت خود را در «قلمرو قومی و تاریخی» کرواسی اعلام کرد.
این کشور تنها می‌تواند کشوری کرات باشد، و ما از هیچ روشی برای کروات اصیل ساختن آن و پاکسازی صرب‌ها دریغ نخواهیم کرد؛ کسانی که برای سده‌ها ما را به خطر انداختند و باز هم اگر فرصت بهشان داده شود دوباره ما را به خطر خواهند انداخت.— میلووان ژانیچ، وزیر کابینه حکومت دولت مستقل، ۲ مه ۱۹۴۱
اوستاشه‌ها وسواس ایجاد یک کشور پاک‌نژاد را داشتند. در اندیشه مایل بوداک، میرکو پوک و میلووان ژانیچ، از وزیران اوستاشه، استراتژی دستیابی به کرواسی پاک‌نژاد این بود:
1. یک سوم صرب‌ها می‌بایست کشته می‌شدند
2. یک سوم صرب‌ها می‌بایست تبعید می‌شدند
3. یک سوم صرب‌ها می‌بایست به زور به کاتولیسم تغییر مذهب داده می‌شدند

به گفته ایو گلدستاین، تاریخ‌دان، این استراتژی هیچ‌گاه منتشر نشد ولی شکی نیست که اوستاشه آن را علیه صرب‌ها به کار گرفت.
جنبش اوستاشه از پشتیبانی مردم عادی کروات برخوردار شد. در ماه مه ۱۹۴۱، اوستاشه حدود ۱۰۰٬۰۰۰ عضو سوگندخورده داشت. با این حال، پشتیبانی محلی از خشونت اوستاشه بیشتر از آن بود که تنها توسط تعداد اعضا نمایش داده شود. از آنجا که ولادکو ماچک هواداران حزب دهقان کرواسی را به احترام و همکاری با رژیم جدید آنته پاولیچ فراخواند، وی توانست از دستگاه‌های حزب و بیشتر مقامات بانووینای کرواسی سابق بهره گیرد. در آغاز، سربازان کروات که پیشتر در ارتش اتریش-مجارستان خدمت می‌کردند، بالاترین مناصب را در نیروهای مسلح NDH به دست آوردند.
به گفته ایرینا اوگنیانووا، تاریخ‌دان، شباهت‌های میان NDH و رایش سوم شامل این فرضیه بود که برای حفظ کشور، خشونت و نسل‌کشی ضروری هستند. ویکتور گوتیچ در اوایل تابستان ۱۹۴۱ چندین سخنرانی کرد و در آن‌ها صرب‌ها را «دشمنان سابق» و «عناصر نامطلوب» که می‌بایست پاکسازی و نابود شوند، خواند و همچنین کروات‌هایی را که از آرمان آن‌ها پشتیبانی نمی‌کردند تهدید کرد. بیشتر ایدئولوژی اوستاشه مبتنی بر نظریه نژادی نازی‌ها بود. مانند نازی‌ها، اوستاشه یهودیان، کولی‌ها و اسلاوها را دون‌انسان (Untermensch) می‌دانست. آنها ادعاهای نظریه‌پردازان نژادی آلمان را تأیید می‌کردند که طبق آن‌ها، کروات‌ها از میان اسلاوها نبودند، بلکه از جمله نژاد ژرمنی به‌شمار می‌رفتند؛ بنابراین، نسل‌کشی آن‌ها علیه صرب‌ها، یهودیان و کولی‌ها نمایانگر ایدئولوژی نژادی نازی‌ها بود. هیتلر به منظور مجازات صرب‌ها از پاولیچ پشتیبانی کرد. مایکل فایر، تاریخ‌دان، می گیود که به باور برخی تصمیم نازی‌ها برای کشتن همه یهودیان اروپا از نیمه آخر سال ۱۹۴۱ در اواخر ژوئن آغاز شد، که اگر درست باشد، به این معنی است که نسل‌کشی در کرواسی پیش از کشتار یهودیان توسط نازی‌ها آغاز شد. جاناتان اشتاینبرگ نیز می‌نویسد که جنایت‌ها علیه صرب‌ها در دولت مستقل «نخستین نسل‌کشی کامل بود که در طول جنگ جهانی دوم روی داد».
آندریا آرتوکوویچ، وزیر کشور دولت مستقل کرواسی، تعدادی از قوانین نژادی را ابلاغ کرد. در ۳۰ آوریل ۱۹۴۱، دولت «نظم قانونی نژادها» و «نظم قانونی حفاظت از خون و شرف مردم کروات» را تصویب کرد. کروات‌ها و حدود ۷۵۰٬۰۰۰ مسلمان بوسنیایی، که به پشتیبانی آن‌ها علیه صرب‌ها نیاز بود، آریایی اعلام شدند. دونالد بلاکس‌هم و رابرت گروارت نتیجه گرفته‌اند که هدف اصلی این قوانین نژادی و قتل‌ها، صرب‌ها بودند. اوستاشه قوانینی را برای سلب تابعیت، شفل و دارایی‌های صرب‌ها معرفی کرد. همانند یهودیان در رایش سوم، صرب‌ها ناچار شدند بازوبندهایی با حرف «P» (برآمده از Pravoslavac به معنای ارتدکس) بپوشند. نویسندگان اوستاشه سخنان تند انسان‌زدایانه را در پیش گرفتند. در سال ۱۹۴۱، استفاده از خط سیریلیک ممنوع شد ، و در ژوئن ۱۹۴۱ حذف واژگان «شرقی» (صربی) از زبان کروات و همچنین تعطیلی مدارس صرب آغاز شدند. آنته پاولیچ توسط «اداره دولتی کرواسی برای زبان» دستور ایجاد واژگان جدید از ریشه‌های کهن را داد (برخی از آن‌ها امروزه نیز استفاده می‌شوند) و بسیاری از واژگان صربی را پاکسازی کرد.

## اردوگاه‌های کار اجباری پاکسازی

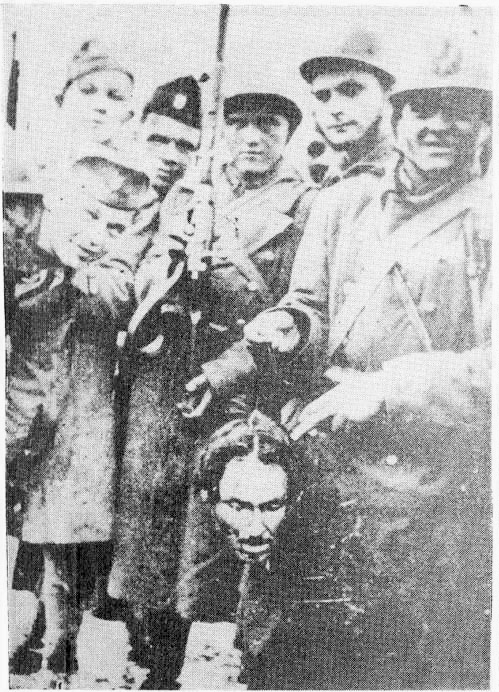
سر بریده شده یک کشیش ارتدوکس صرب و سربازان اوستاشه

اوستاشه اردوگاه‌های کار اجباری موقتی را در بهار ۱۹۴۱ ایجاد کرد و برنامه ایجاد شبکه‌ای از اردوگاه‌های دائمی را در پاییز فراهم آورد. ایجاد اردوگاه‌های کار اجباری و پاکسازی صرب‌ها توسط رهبران اوستاشه بسیار پیشتر از سال ۱۹۴۱ برنامه‌ریزی شده بود. در نمایشگاه‌های حکومتی اوستاشه در زاگرب، اردوگاه‌ها به عنوان اردوگاه‌های کار سودمند و «صلح‌آمیز»، با عکس‌هایی از زندانیان لبخند به لب، به تصویر کشیده می‌شدند.
صرب‌ها، یهودیان و کولی‌ها دستگیر و به اردوگاه‌های کار اجباری مانند یاسنواتس، استارا گرادیشکا، گوسپیچ و یادوونو فرستاده می‌شدند. در کل ۲۲ تا ۲۶ اردوگاه در دولت مستقل وجود داشت. یوزو توماسویچ، تاریخ‌دان، اردوگاه کار اجباری یادوونو را توصیف کرده و می‌گوید که اردوگاه به عنوان «ایستگاه موقتی» در مسیر رفتن به گودال‌های واقع در کوه ولبیت عمل می‌کرد؛ جایی که در آن زندانیان اعدام و درون گودال ریخته می‌شدند.
بزرگترین و بدنام‌ترین اردوگاه مجموعه یاسنواتس-استارا گرادیشکا بود که بزرگترین اردوگاه پاکسازی بالکان به‌شمار می‌رفت. حدود ۱۰۰٬۰۰۰ زندانی در آنجا، بیشتر صرب‌ها، کشته شدند. ویوکوسلاو «مَکس» لوبوریچ، فرمانده کل اردوگاه‌های کرواسی، در مراسمی در ۹ اکتبر ۱۹۴۲ «کارآمدی» فراوان اردوگاه یاسنواتس را اعلام کرد و با افتخار گفت که: «تعداد مردمانی که ما در اینجا در یاسنواتس کشتیم از امپراتوری عثمانی در طول اشغال اروپا نیز بیشتر بود.»

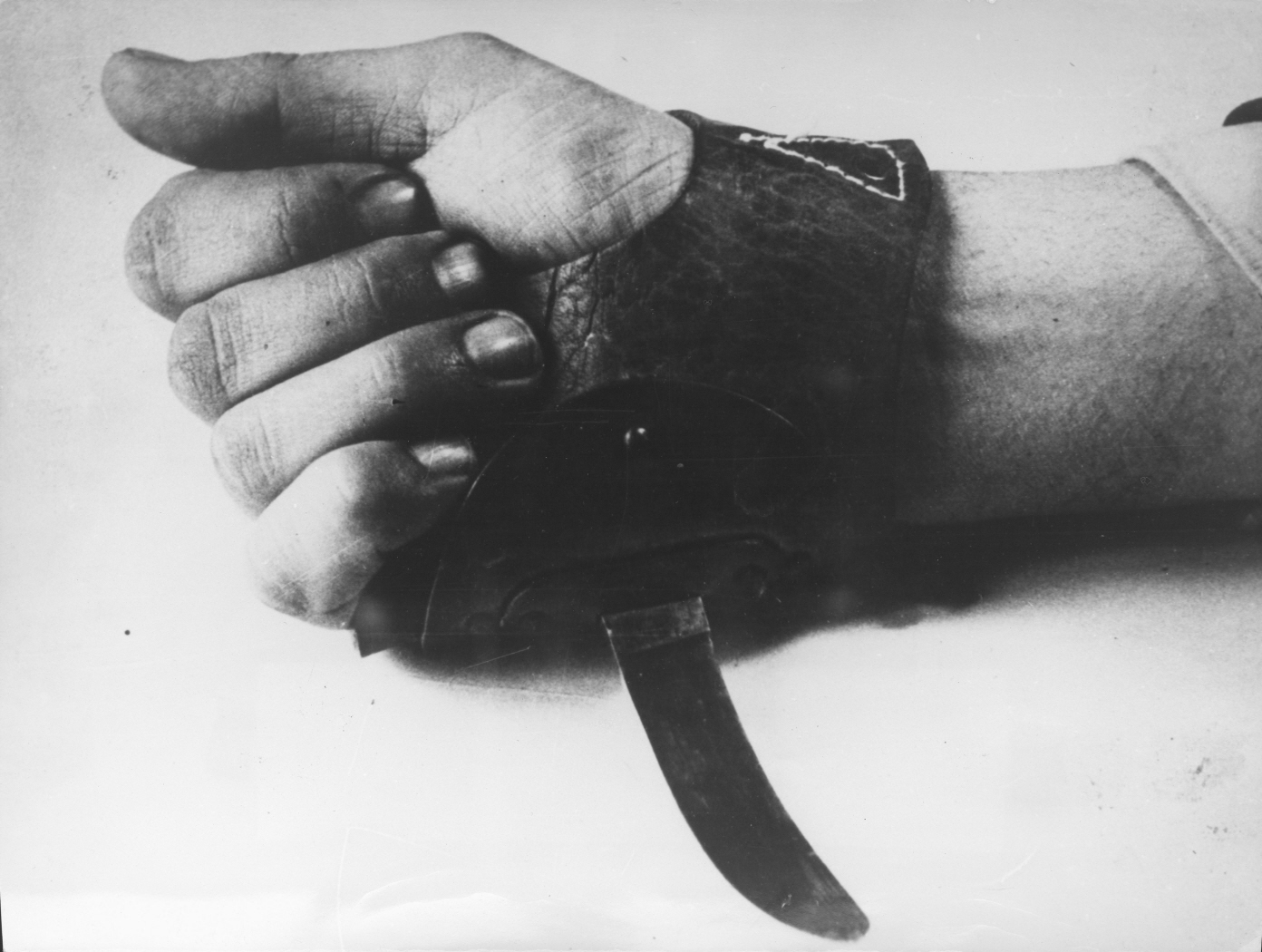
صربوسیک (به معنای «صرب‌بُر»)، چاقویی کشاورزی بود که بر روی دست پوشیده می‌شد و اوستاشه از آن برای کشتار آسان‌تر زندانیان بهره می‌گرفت.

فرار از اردوگاه یاسنواتس به دلیل محصور شدنش توسط رودخانه‌ها و دو حصار سیم خاردار بسیار بعید بود. این اردوگاه به پنج زیربخش تقسیم می‌شد؛ دو اردوگاه نخست در دسامبر ۱۹۴۱ تعطیل شدند، در حالی که بقیه تا پایان جنگ فعال بودند. استارا گرادیشکا (یاسنواتس پنج) زنان و کودکان را نگهداری می‌کرد. اردوگاه چیگلانا (محوطه آجرسازی، یاسنواتس سه)، محل اصلی کشتار و در اصل یک اردوگاه مرگ بود، که با داشتن ۸۸ درصد نرخ مرگ و میر، بالاتر از ۸۴٫۶ درصد آشویتس قرار می‌گرفت. در این محوطه که پیشتر برای آجرپزی مرد استفاده قرار می‌گرفت، کوره‌ای آدم‌سوزی ساخته شد و بنا بر شهادت شاهدان، برخی زندانیان، از جمله کودکان، در آن زنده سوزانده می‌شدند و بوی بد گوشت سوخته انسان در اردوگاه پخش می‌شد. لوبوریچ یک اتاق گاز در یاسنواتس پنج ساخت، تا بتوان در آن تعداد قابل توجهی از زندانیان را در طی یک آزمایش سه‌ماهه با گوگرد دی‌اکسید و سیکلون ب کشت، اما این روش به دلیل ساخت و ساز نامناسب کنار گذاشته شد. البته، اما، این روش غیرضروری بود، چرا که بیشتر زندانیان از گرسنگی، بیماری (به ویژه تیفوس)، حمله با پتک، گرز، تبر، سم و چاقو از میان می‌رفتند. چاقوی ویژه صربوسیک (Srbosjek، به معنای «صرب‌بُر») دستکشی با تیغه منحنی متصل شده به آن بود که به ویژه برای بریدن گلو طراحی شده بود. گروه‌های بزرگی از مردم به‌طور متناوب هنگام برده شدن به خارج از اردوگاه‌ها اعدام و به درون رودخانه پرتاب می‌شدند. بر خلاف اردوگاه‌های تحت مدیریت آلمان، یاسنواتس در خشونت وحشیانه فرد-به-فرد مانند حمله نگهبانان با اسلحه به پادگان‌ها و پرتاب اجساد درون خندق‌ها تخصص داشت. برخی از تاریخ‌دانان از جمله‌ای از منابع آلمانی یاد کرده‌اند: «حتی افسران آلمانی و مردان اس‌اس با دیدن راه و روش‌های اوستاشه خونسردی خود را از دست می‌دادند.»
فرمانده بدنام اردوگاه، فیلیپوویچ، که لقب Fra Sotona («برادر شیطان») و «شیطان مجسم» را گرفته بود، در یک مورد زنان و کودکان صرب را با آب بستن به درون یک آب‌انبار غرق کرد. فیلیپوویچ و دیگر فرماندهان اردوگاه (مانند دینکو شاکیچ و همسرش نادا شاکیچ، خواهر ماکس لوبوریچ)، شکنجه‌های متنوع و هوشمندانه‌ای به کار می‌بردند. مسابقه‌هایی برای بریدن حلق صرب‌ها وجود داشتند که در آن‌ها زندانبانان میان خود شرط‌بندی می‌کردند که چه کسی می‌تواند بیشترین تعداد زندانیان را سلاخی کند. گزارش شده‌است که نگهبان و کشیش سابق فرانسیسی، پتار برزیتسا، در ۲۹ اوت ۱۹۴۲ در طی یک مسابقه پس از قطع گلوی ۱۳۶۰ زندانی، برنده شد. گاه، دست زندانیان از پشت بسته می‌شد و با پتک به بالای سر آنها می‌زدند و نیمه‌جان آن‌ها را توسط جرثقیل شیب‌دار گرانیک به صورت گروهی آویزان می‌کردند، سپس دل و روده و گردن آنها بریده می‌شد، و به درون رودخانه انداخته می‌شدند. هنگامی که در پایان جنگ پارتیزان‌ها و متفقین در حال نزدیک شدن به اردوگاه بودند، اوستاشه پاکسازی‌های گسترده‌ای را در یاسنواتس آغاز کرد، زنان و کودکان را ناچار به راهپیمایی مرگ کرد، اکثر زندانیان مرد را به گلوله بست، و سپس ساختمان‌ها و اسناد را پیش از فرار به آتش کشید. بسیاری از زندانیان قربانی تجاوز جنسی، مثله شدن و بیرون آوردن دل و روده از بدن شدند، و زندانبانان زندانیان را ناچار به آدم‌خواری کردند. برخی از بازماندگان در مورد نوشیدن خون از گلوی بریده قربانیان و ساخت صابون از جسد انسان شهادت داده‌اند.

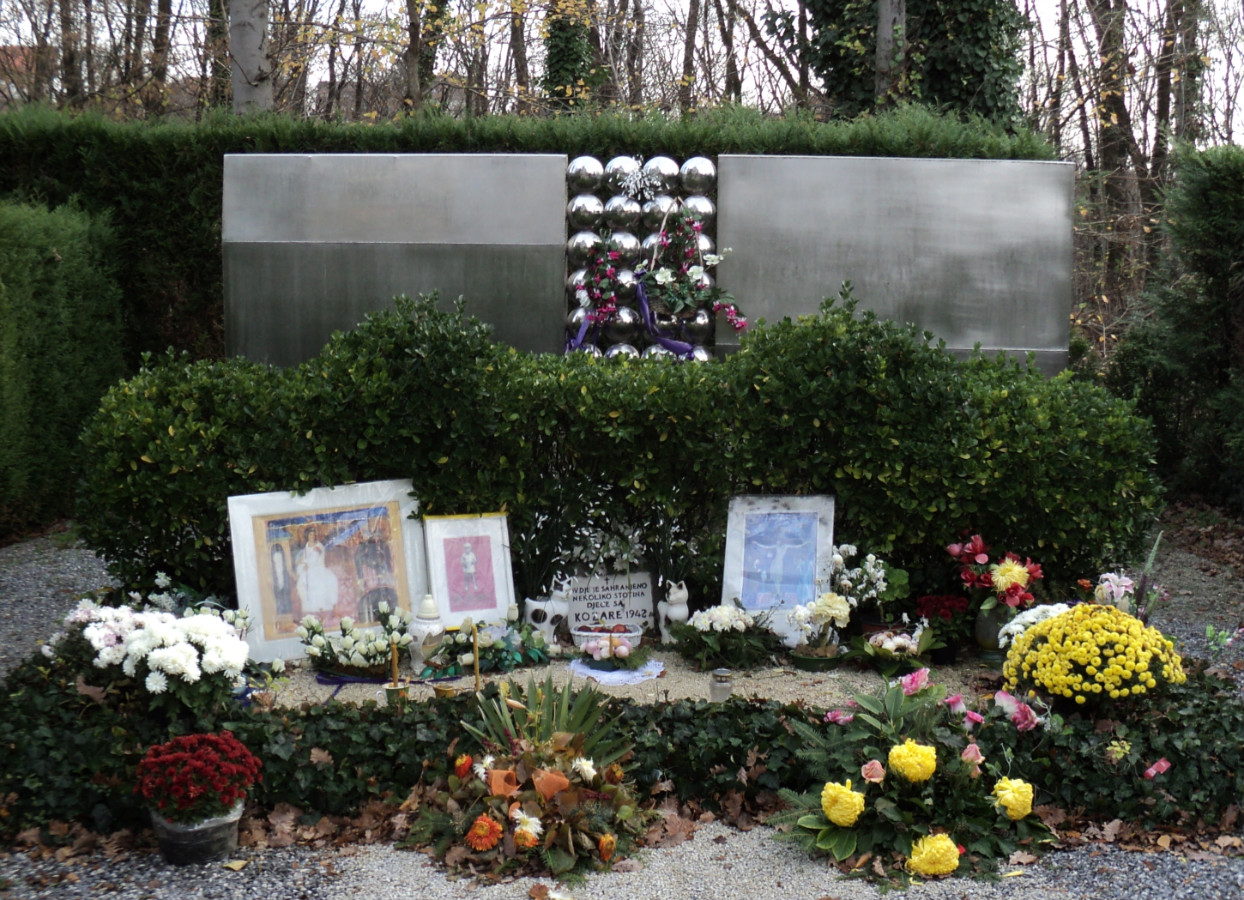
یادمانی در گورستان میروگوی در زاگرب به یاد کودکان کوزارا که در اردوگاه‌های کار اجباری اوستاشه کشته شدند.

### اردوگاه‌های ویژه کودکان
دولت مستقل کرواسی تنها عضو نیروهای محور بود که اردوگاه‌هایی ویژه کودکان ایجاد کرد. این اردوگاه‌ها در سیساک، جاکوو و یاستربارسکو قرار داشتند، و در عین حال استارا گرادیشکا هزاران کودک و زن را نگهداری می‌کرد. تومیسلاو دولیچ، تاریخ‌دان، توضیح می‌دهد که قتل منظم نوزادان و کودکان، که تهدیدی برای دولت نبودند، یکی از مهمترین نمونه‌های ذات نسل‌کشانه کشتارهای دسته‌جمعی اوستاشه به‌شمار می‌رفت.
بازماندگان هولوکاست و نسل‌کشی شهادت داده‌اند که اوستاشه دستان کودکان را پاره می‌کرد، همچنین «مایعی را به درون دهان کودکان می‌مالید»، که باعث فریاد کودکان می‌شد و آن‌ها سپس جان خود را از دست می‌دادند. فرمانده اردوگاه سیساک، پزشکی با نام آنتون نایژر، از سوی بازماندگان لقب «منگله کرواسی» را گرفت.
دیانا بودیساولیه‌ویچ، انسان‌دوستی از تبار اتریشی، عملیات نجاتی ترتیب و بیش از ۱۵٬۰۰۰ کودک را از اردوگاه‌های اوستاشه نجات داد.

### فهرست اردوگاه‌های کار اجباری و مرگ
- یاسنواتس (یک تا چهار) — حدود ۱۰۰٬۰۰۰ زندانی در آن جان باختند؛ کمینه ۵۲٬۰۰۰ صرب
- استارا گرادیشکا (یاسنواتس پنج) — بیش از ۱۲٬۰۰۰ زندانی در آن جان باختند؛ بیشتر صرب‌ها
- گوسپیچ — میان ۲۴٬۰۰۰ تا ۴۲٬۰۰۰ زندانی در آن جان باختند؛ بیشتر صرب‌ها

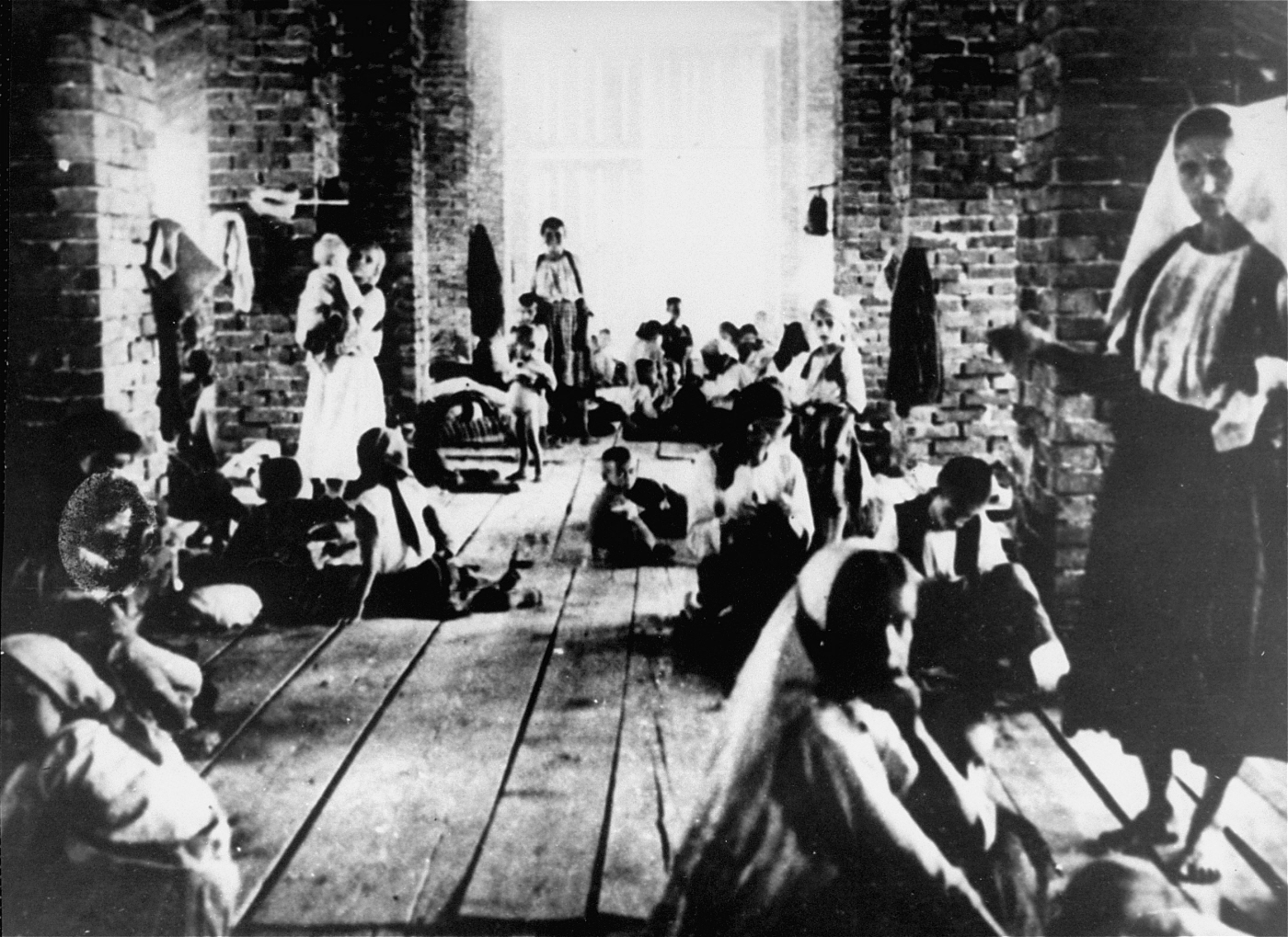
اردوگاه کار اجباری استارا گرادیشکا

- یادوونو — میان ۱۵٬۰۰۰ تا ۴۸٬۰۰۰ صرب و یهودی در آن کشته شدند
- سلانا و متاینا — میان ۴٬۰۰۰ تا ۱۲٬۰۰۰ صرب، یهودی، و کمونیست در آن جان باختند
- سیساک — ۶٬۶۹۳ کودک از این اردوگاه گذر کردند، بیشترشان صرب، و حدود ۱٬۱۵۲ تا ۱٬۶۳۰ تن جان باختند
- دانیکا — حدود ۵٬۰۰۰ تن، اغلب صرب، به این اردوگاه منتقل و بعضی از آن‌ها اعدام شدند
- یاستربارسکو — ۳٬۳۳۶ کودک صرب از این اردوگاه گذر کردند، حدود ۴۴۹ تا ۱٬۵۰۰ تن از ایشان درگذشتند
- کروشچیکا — حدود ۵٬۰۰۰ یهودی و صرب در این اردوگاه توقیف شده بودند، و ۳٬۰۰۰ تن جان خود را از دست دادند
- جاکوو — ۳٬۸۰۰ زن و کودک یهودی و صرب در این اردوگاه توقیف شده بودند، کمینه ۵۶۹ تن کشته شدند
- لوبور — بیش از ۲٬۰۰۰ زن و کودک یهودی و صرب در آن توقیف شده بودند، کمینه ۲۰۰ تن درگذشتند
- کرستینتس — ۱۱۱ صرب، یهودی، و کمونیست در آن نگهداری می‌شدند، ۸۵ تن کشته شدند
- اردوگاه کار اجباری سایمیشته — اردوگاهی در قلمرو دولت مستقل که توسط آینزاتس‌گروپن اداره می‌شد و پس از مه ۱۹۴۴ توسط اوستاشه؛ میان ۲۰٬۰۰۰ تا ۲۳٬۰۰۰ صرب، یهودی، کولی، و ضدفاشیست در آن جان باختند
- هرواتسکا میتروویتسا — اردوگاه کار اجباری در سرمسکا میتروویتسا